# Абу-Гораб
Абу-Гораб — пирамидальный храм солнечного бога Ра в древнеегипетском Мемфисе, на берегу Абусирского озера. Историки приурочивают его возведение к правлению фараона Ниусерра (2400-е годы до н. э.), который активно благоустраивал близлежащие кварталы Мемфиса. Памятник был впервые обстоятельно исследован немецкими специалистами из Египетского музея в 1898—1901 годах.
Храм состоял из двух частей — дольней и горней. Первая из них в настоящее время затоплена и мало доступна для археологического исследования. Отличительными чертами храма были обелиск и девять резервуаров неизвестного предназначения (возможно, использовались для сбора жертвенной крови). На стенах храма изображены хеб-сед Ниусерры и создание мира богом Ра. С южной стороны Абу-Гораба учёные обнаружили солнечную ладью.